# River Creedy
River Creedy är ett vattendrag i Storbritannien.   Det ligger i grevskapet Devon och riksdelen England, i den södra delen av landet, 260 km väster om huvudstaden London.